# Pseudophilanthus tsavoensis
Pseudophilanthus tsavoensis is een vliesvleugelig insect uit de familie Melittidae. De wetenschappelijke naam van de soort is voor het eerst geldig gepubliceerd in 1920 door Strand.